# Nanami Kitamura
Nanami Kitamura (北村 菜々美, Kitamura Nanami), née le 25 novembre 1999 à Osaka, est une footballeuse internationale japonaise évoluant au poste de défenseur au Nippon TV Tokyo Verdy Beleza.